# Tell Your Friends
Tell Your Friends è un brano musicale del cantante canadese The Weeknd appartenente al suo secondo album in studio, Beauty Behind the Madness, pubblicato il 28 agosto del 2015.

## Classifiche
| Classifica (2015)         | Posizione massima |
| ------------------------- | ----------------- |
| Regno Unito               | 74                |
| Stati Uniti               | 54                |
| Stati Uniti (R&B/hip-hop) | 20                |
| Svezia                    | 100               |